# Oncidium riviereanum
Oncidium riviereanum là một loài thực vật có hoa trong họ Lan. Loài này được St.-Lég. mô tả khoa học đầu tiên năm 1904.